# 1,1,3,3-四甲基-1,3-二乙烯基二硅氧烷
1,1,3,3-四甲基-1,3-二乙烯基二硅氧烷是一种有机硅化合物，化学式为O(SiMe2CH=CH2)2（Me为甲基）。它是一种无色液体，可在金属有机化学和均相催化中用作配体。它是Karstedt催化剂的组分。它可由乙烯基二甲基甲氧基硅烷（(CH2=CH)Me2SiOMe）的水解制得。